# Karel Destovnik - Kajuh
Karel Destovnik, s partizanskim imenom Kajuh, slovenski pesnik, prevajalec, partizan in narodni heroj, * 13. december 1922, Šoštanj, † 22. februar 1944, Žlebnikova domačija v Šentvidu pri Zavodnjah.

## Življenje in delo
Karel (Karli) se je kot nezakonski otrok rodil Mariji Vasle iz premožne šoštanjske meščanske družine. Takrat je imela Marija razmerje z Jožetom Destovnikom, ki je izhajal iz kmečko-proletarske družine, in s tem se Marijina družina sprva ni sprijaznila. Tako sta se mlada dva za nekaj časa naselila v Mariboru in v Zgornjem Jakobskem Dolu v Slovenskih goricah; 14. avgusta leta 1923 sta se v Ljubljani poročila, se za kratek čas preselila k Destovnikovim staršem v Šoštanju, potem pa vendarle na Vasletov dom, v hotel Jugoslavija. Paru se je 18. oktobra 1924 rodil še sin Joži bil je pesnik in pisatelj. 
Marija je sprva materi pomagala pri vodenju restavracije, Destovnik je bil še dve leti zaposlen v Woschnaggovi tovarni usnja. Pozneje je Marijina mati paru odstopila kavarno, ki pa sta jo opustila, pridobila dovoljenje za grosistično prodajo piva in v prvem nadstropju hotela odprla kino.
Karel je šel z nepolnimi šestimi leti v osnovno šolo, kjer je brez težav končal pet razredov in leta 1933 opravil sprejemni izpit za celjsko gimnazijo. Dve leti je stanoval v Celju, potem se je iz Šoštanja vsak dan v šolo vozil z vlakom. Prve štiri razrede gimnazije je izdelal z nihanji v ocenah, petega je ponavljal, k čemur je pripomogla njegova vedno bogatejša obšolska kulturna in politična dejavnost, tako v Celju kot v Šoštanju. Kajuhovi literarni začetki in sodelovanje v različnih glasilih segajo v leto 1938. Objavljal je v Mladem Prekmurcu, Srednješolcu, Novom Srednješkolcu, Mladi Sloveniji, kasneje v Slovenskem poročevalcu, Slovenski mladini, Sodobnosti, Naši ženi … Drago Jeran, Peter Kalin, Blaž Burjevestnik, Matevž Pečnik, Jernej Puntar, Kajuhov Tonč … so umetniška imena, psevdonimi, pod katerimi se je skrival kot mladi literat. Skozi kulturno aktivnost v rojstnem kraju se je zbližal z Marijo Medved, ki je bila njegova prva ljubezen. Tako je njegova socialna poezija, za katero je navdih črpal iz kapitalistično-nemškutarskega okolja rojstnega mesta, dobila še ljubezensko razsežnost. 
Proti koncu šestega razreda gimnazije so na vlaku med vožnjo od Žalca proti Šoštanju pri Kajuhu našli pismo z ilegalno vsebino. Zaradi tega so ga 29. aprila 1940 izključili »za vselej s celjskih gimnazij zaradi sodelovanja pri širjenju komunističnih idej«. Uspel se je vpisati na mariborsko gimnazijo, kjer je končal šesti razred ter vpisal sedmega in bil uspešen v prvem polletju.
Kajuh je bil zaradi svoje napredne usmeritve prepoznan za državnega sovražnika, zato je bil v okviru preganjanja političnih sovražnikov pod krinko poziva na orožne vaje, 20. januarja 1941 poslan v taborišče v Međurećju pri Ivanjici v Srbiji, kjer je bilo zbranih kakšnih tisoč Slovencev, Bosancev in Makedoncev, in tam preživel dobrih štirinajst dni.
Ob napadu na Jugoslavijo, 6. aprila 1941, se je Karli s skupino somišljenikov podal v Zasavsko hribovje, da bi se priključili uporu jugoslovanske vojske, vendar je bila skupina v policijski akciji razbita in Kajuh se je vrnil v Šoštanj, s pljučnico in poškodbo reber. Kljub temu, da se je skrival, so ga že 28. aprila gestapovci aretirali in odpeljali v zapore v Šmartnem pri Slovenj Gradcu, od koder so ga po številnih zasliševanjih in mučenju po nekaj tednih izpustili. Ker se v Šoštanju ni več počutil varnega, je sredi septembra s pomočjo očeta odšel v Ljubljano.
V Ljubljani se je vključil v ilegalno gibanje, postal je sodelavec Varnostno-obveščevalne službe (VOS), tajne službe Komunistične partije Slovenije, za katero je opravljal naloge - bil je tudi član "trojk", ter hkrati sodeloval v kulturnem življenju okupiranega mesta. Na silvestrovanju konec leta 1941 je spoznal Silvo Ponikvar, ki je postala njegova nova velika ljubezen. Ljubezen do domovine in ljubezen do Silve je združil v ciklu ljubezenskih pesmi (Bosa pojdiva, Samo en cvet …), ki jih je ljubljenemu dekletu in njunemu nikoli rojenemu otroku v številnih občutenih, strastnih in nežnih pismih pošiljal v italijanski zapor, kjer je bila Silva zaprta. Kajuh je bil prepričan, da se ljubezen, pa naj je še tako strastna in globoka, osmisli šele v osvobojeni in prenovljeni domovini. S psevdonimom Kajuhov Tonč (izhajal naj bi iz domačega imena kmetije njegovih prednikov v Skornem pri Šoštanju – Kajuh, tudi kanjuh, kanja) se je prvič podpisal konec leta 1942 v Naši ženi. 
Bivanje v ilegali v Ljubljani je za Kajuha postalo prenevarno, zato je avgusta leta 1943 odšel iz Ljubljane k slovenskim partizanom na Dolenjsko in v Posavje. Dekletu je pred odhodom pustil svoja besedila, ki sta jih zakopala pod češnjo na vrtu Ponikvarjevih v današnji Kurilniški (prej Vošnjakovi) ulici. Med partizani je postal vodja kulturniške skupine XIV. udarne divizije NOV in POS, ki je pripravila številne mitinge na osvobojenem ozemlju Dolenjske. Kot komunist je verjel v zmago nad okupatorjem in v novo družbeno ureditev. 
V partizanih je spisal vsega dve ali tri pesmi, med njimi Pesem štirinajste divizije, vendar pa je 18. novembra 1943 v baraki v Starih Ogencah na Notranjskem izšla njegova prva pesniška zbirka. V njej je bilo zbranih sedemindvajset pesmi, izšla pa je v nakladi 38 izvodov. Pesmi je po pesnikovem nareku tipkala plesalka, soborka iz kulturniške skupine, Marta Paulin - Brina, s katero je imel pesnik v zadnjih mesecih življenja posebej globok odnos. 
XIV. divizija je 6. januarja 1944 odšla iz Suhorja čez Hrvaško na Štajersko, da pridobi nova ozemlja, privržence in borce, tja je prišla 6. februarja. Tu jo je dočakala težka nemška ofenziva na Paški Kozjak in ostra zima. Kulturniška skupina XIV. divizije, ki je 21. in 22. februarja izgubila kiparja Belača in skladatelja Marolta-Špika, avtorja Pesmi XIV. divizije (na Kajuhovo besedilo), se je 22. februarja namestila na Žlebnikovi domačiji v Zavodnju, slabe tri ure hoda nad Kajuhovim rodnim Šoštanjem. Zvečer je hišo iznenada napadla nemška patrulja. Kajuh je bil ob prvih strelih mrtev. Partizani so odšli, vaški župnik pa je pomagal pri skromnem pogrebu. 21. julija 1953 so pesniku posmrtno podelili red narodnega heroja, postal je edini slovenski kulturnik s tem priznanjem.
V javnosti, posebej med domačini, se dolgo pojavljajo teorije, da so Kajuha ubili partizani, vendar so bili na prehodu v 21. stoletje predstavljeni dokumenti, v katerih je SS-ovska komanda policijskih sil pohvalila nemškega vojaka slovenskega rodu Franca Tscherneta (Černeta) za uboj Destovnika in drugih banditov.. Glasni sta tudi ljudski teoriji o samomoru in o umoru zaradi ljubosumja.

## Kajuhov literarni opus
Pesniški opus Karla Destovnika – Kajuha je tipičen za predstavnika slovenske književnosti prve polovice 20. stoletja, obenem pa prebija meje izrazito lirskih literarno-interpretativnih prvin in se močno navezuje na realpolitično dogajanje v slovenskem, evropskem in svetovnem okolju 30. in 40. let 20. stoletja. Vsebinsko se pesmi (še posebej v zgodnjem obdobju) navezujejo na ekspresionistično usmerjenost lirskega subjekta v notranji svet, katerega temelje predstavljajo motivike stiske, notranje razklanosti, slutnjo katastrofične prihodnosti, paradoksalno povezane z mladostniškim optimizmom občutenja sedanjosti, a pri Kajuhu že v predvojnem obdobju nastaja izrazito realpolitično angažirana lirika, impregnirana s pesnikovim razumevanjem socialnega realizma, slovenskega narodnostnega vprašanja ter predvsem socialno in družbeno angažirane tematike. 
Kot mnogi pesniki tega časa, se je tudi Kajuh posluževal modernejših in v tem času avantgardističnih stilističnih in slogovnih prvin dobe, posebej v zgodnjem obdobju ustvarjanja pa se čuti vpliv ruskih revolucionarnih pesnikov, med drugim tudi Vladimirja Vladimiroviča Majakovskega. Njegovo delo, stremenje in želje so izražene preko izražanja etičnih doživljajev in koncepta novega človeka (npr. pesem Ko človek bo človeka prepoznal), ki bo, tako zaradi lastnih želja kot zaradi vpliva časa in pogojev, v katerih se je znašel, premagal stari in propadajoči svet. Kajuh se v mnogih instancah odpove starejšim in klasičnim pesniškim prvinam ter večkrat naredi popoln prelom s klasično strukturo lirske forme (npr. Drobna pesem), prav tako se pa pojavljajo instance preloma s starim tudi na vsebinski ravni. Za zbližanje vsebine z bralstvom mnogokrat uporablja regionalno obarvane ter predvsem na kmečki in delavski svet navezane vsebinske prvine. Podobno kot ostali pomembnejši predstavniki slovenske književnosti tega časa (tukaj se kot vsebinsko najbolj skladna avtorja pojavljata Srečko Kosovel in Prežihov Voranc), se tudi Kajuh stilistično navezuje na pretirano uporabo ekspresionistične pesniške estetike, ki pa, še posebej v pesmih vezane na čas vojne, ne deluje groteskno, temveč zaradi nemogočih in že na absurd meječih razmer, pridobi funkcijo mobilizacijskega in narodno-prebujajočega faktorja. Učinki grdega, prenapetega, neskladnega ter navzven očitno grotesknega (npr. zadnja kitica pesmi Poglobimo boja struge) pri Kajuhu tako ne delujejo kot pri ostalih avtorjih, kjer se ta motivika uporablja za prikaz grozot ter ničvrednosti sveta (npr. v Grumovem delu Dogodek v mestu Gogi, groteskno v takšni obliki pa se pojavlja tudi že pri starejših avtorjih, najbolj eminenten pri tem je veliko starejši Edgar Alan Poe). Kajuh z učinki grdega, prenapetega in neskladnega ter na grotesknost navezanega ustvari popoln preobrat, kot bi pričakoval od takšnih tekstov: na subtilni ravni pridobijo pozitivno noto, katere namen je bralcu prikazati gola, a obenem pristna čustva ter poskusiti omogočiti čim bolj radikalno poistovetenje z v pesmi trpečim subjektom. 
Kajuhovo pesniško zbirko, čeravno je umrl star le enaindvajset let, je stilistično, slogovno in vsebinsko moč razdeliti na dve izraziti obdobji: na predvojno ekspresionistično fazo in na medvojno fazo dokončnega izoblikovanja njegovega političnega nazora, ki jo je prekinila prerana smrt. A obenem je potrebno omeniti, da si Kajuhova ekspresionistično-social-realistična in partizansko-lirična faza ne nasprotujeta, temveč se dopolnjujeta in povsem možno je trditi, da je njegova partizanska lirika le metamorfoza in napredovanje njegove predvojne motivike.
Kajuh kot relativno mlad pesnik zgodnjega dvajsetega stoletja v svojih pesmih prepleta stilistične prvine ekspresionizma in vsebinske prvine, značilne za liriko socialnega realizma. Ekspresionizem se pri Kajuhu vidi z usmeritvijo v človekov notranji svet, v svet čustev, premišljevanj. Ideje, ki jih izraža pa so mnogokrat abstraktne, a obenem je očitno, o čem teče beseda. To omogoči, da imajo njegove pesmi močan čustveni naboj, ki se mnogokrat odrazi v simbolični obliki enega samega krika človeka v skrajni stiski notranjega duha, ki se pri Kajuhu (precej tipično za ta čas) izraža preko motivike raztrganosti, vzklikanja in stopnjevanja, ki včasih že prebije steno realnega in se naveže na idealistične želje, spet drugod pa pridobi priokus grotesknega. Kajuh je te ekspresionistične prvine, ki se bolj kot ne navezujejo na abstrahiranje, v svoji liriki močno impregniral z izrazito preprostimi in iz konkretnih življenjskih situacij ter socialnih stisk. Kajuh to poveže v dualizem ekspresionizma in socialnega realizma. Na eni strani se v njegovi liriki pojavljajo napredna a sočasno abstraktna razmišljanja o usodi človeštva, obenem pa je konkretna socialna angažiranost in direktna kritika razmer pri njem pravilo in ne izjema, v nasprotju z nekaterimi drugimi avtorji tega časa. Tako se Kajuhova ekspresionistična razmišljanja o idealni družbi prepletajo z obenem venomer prisotno social-realistično tematiko trpljenja in bede delavcev, rudarjev in ostalih in z idejo krivičnosti, ki tem ljudem odvzema dostojanstvo in pošilja tako njih kot njihove celotne družine v skrajno revščino. Tako so njegove pesmi praviloma pesmi kontrasta: prepletajo abstraktne želje po družbeni spremembi in revoluciji s konkretnimi dogodki, osebami in življenjsko usodo zatiranega lirskega subjekta.
Z napadom sil osi na Jugoslavijo v sklopu Aprilske vojne se je Kajuh kar kmalu izoblikoval kot najpomembnejši slovenski predstavnik partizanske lirike, katere glavni namen je bilo pozivanje k uporu. Lirika je zaradi finančnih kot logističnih preprek vojnega časa kmalu postala najpomembnejša zvrst književnosti in je z relativno lahkoto izrinila daljše oblike kot so dramska in pripovedna besedila. To je do neke mere pričakovano, saj je v nasprotju z dramskimi in pripovednimi besedili lirika zmožna v izredno kratkem obsegu vzburiti močan čustveni odziv. Že leta 1941 se je pričelo s pisanjem in s širitvijo lirike upora na Slovenskem, ko je septembra tega leta na naslovnici ilegalnega lista Slovenski poročevalec izšla Župančičeva Veš, poet, svoj dolg?. Pesmi tako znanih kot anonimnih avtorjev so začele nastajati v bojnih enotah, v okupiranih vaseh, trgih in mestih, v zaledju, zaporih, taboriščih in partizanskih štabih in bolnišnicah. Pojav partizanske lirike je prva instanca na Slovenskem, kjer je prišlo do popolne emancipacije in enakopravnosti med pesniki – pesmi so ustvarjali tako komaj pismeni ljudje iz proletariata, kot tudi predstavniki inteligence ter bogatejši meščani, med seboj pa niso več videli socialnih in finančnih razlik, saj je bila zanje najpomembnejša vsebina njihovih pesmi. Zaradi ekstremne socialne angažiranosti ter zaradi grotesknega opisovanja stanja, v katerem se je nahajal slovenski narod, se je Kajuh do leta 1944 izkazal kot najpomembnejši izmed vseh medvojnih ustvarjalcev. Njegove pesmi so imele odkrito agitacijsko in mobilizacijsko vlogo, a so uspešno prepletale tematiko boja z motivi ljubezni, družine (s posebej močno navezanostjo na mater) in smrti, priljubljenost pa so pridobile tudi zaradi neposrednosti, melodičnosti, natančno izoblikovane retorične sheme ter predvsem zaradi preprostosti. Posebej očitno se to prepletanje pojavlja v pesmih kot je Pesem talcev, Materi padlega partizana, Pred smrtjo, višek pa ta vsebinski kontrast doseže pri pesmi Bosa pojdiva, dekle, obsorej.

## Priznanja
Red narodnega heroja (1953) - Kajuh je bil eden izmed 156 slovenskih prejemnikov Reda narodnega heroja, jugoslovanskega odlikovanja za junaško držo med NOB in poleg Jožeta Moškriča edini slovenski literat oz. kulturnik, ki ga je dobil.

### Poimenovanja
Po njem se imenujejo: 
- OŠ Karla Destovnika Kajuha - Šoštanj, Kajuhov dom, Kajuhov park in Kajuhova ulica v Šoštanju,
- Osnovna šola Karla Destovnika Kajuha, Štepanjsko naselje, Ljubljana
- Kajuhov spominski objekt na Žlebniku pri Belih Vodah, kjer je Kajuh 22. februarja 1944 padel,
- Kajuhova ulica in osnovna šola v Ljubljani,
- I. gimnazija v Celju, Kajuhova dvorana in Kajuhova cesta v Celju
- mestna četrt Karel Destovnik-Kajuh v Celju
- Kajuhova ulica v Izoli
- Ceste, ulice in trgi na Slovenskem, med drugim tudi v Mariboru, Poljčanah, Preserjah, Mozirju in drugod,
- Kajuhova ulica v Beograjskem naselju Kotež,
- Kajuhova bralna značka za učence osnovnih šol,
- Kajuhova nagrada
- namiznoteniško društvo KAJUH - SLOVAN iz Ljubljane,
- ter Kajuhova ulica v Črnomlju.

## Izbrana dela
- Hoteli so
- Slutnja
- Novoletni sonet
- Češki
- Med ljudi bom šel
- Pomladni sonet
- Večerna impresija
- Ne joči, mati...
- Kakor padajo snežinke
- Pred smrtjo

- Večerna meditacija
- Ljubici za veliko noč
- Moj ded
- Moj stric
- Moj oče
- Nora Štefa
- Pismo iz internata
- Ti in jaz
- Znamenja
- V nočeh pred vstajenjem
- Stara žalostna
- Žalostna
- Žalostna pesem bajtarja Drejca
- Zaplenjeno pismo bivšega nemškega tov. s fronte
- Naša pesem
- Iz pisma
- Jesenska pesem
- Dekle, dekle moje
- Divje kakor lačni psi
- Poetom
- Drobna pesem
- Nenapisano pismo iz ječe
- Jesenska
- Kralj Matjaž
- Kje si, mati
- Zakaj, tovariš
- Poglobimo boja struge
- Mogočne pesmi bomo peli
- Ko človek bo človeka prepoznal
- Borec dekletu
- Mostovi
- Mrtvim tovarišem
- Ob oddaji radijskih aparatov
- Po tisočih letih
- Kmetova pesem
- Slovenska pesem
- Sovjetskim herojem
- Pred velikim rojstvom
- Partizanovo slovo
- Pesem matere treh partizanov
- Dekle v zaporu
- Pesem talcev
- Ne klonimo, tovariši
- Matere, matere naše trpeče
- Materi padlega partizana
- V slovenskih vaseh
- Bosa pojdiva, dekle obsorej